# Kistarcsa
Kistarcsa – miasto na Węgrzech, w Komitacie Pest, w powiecie Gödöllő.
Znajduje się tutaj obóz koncentracyjny z czasów II wojny światowej, w którym zamordowano biskupa Zoltána Meszlényi.